# Pedro Granda
Pedro Santiago Granda Garzón (m. Quito, Ecuador; 30 de agosto de 2019) fue un músico e instrumentalista ecuatoriano, fundador y director del grupo de música Quimera.

## Carrera
Fundó la agrupación musical Quimera, en 1982, el cual dirigió y se desenvolvió como guitarrista, junto a Vinicio Gallardo y a los hermanos Rameix, Luis y Patricia, quien además fue su pareja. En dicha agrupación tocó música latinoamericana y popular. Granda también era llamado Pedro Canoero, como en una canción. Con la agrupación tocó temas como Piensa en mí, de Agustín Lara; Hay amores, de Shakira; Zamba para olvidar, de Daniel Toro o el tema tradicional de México, La Llorona, con los que ambientó las presentaciones en los escenarios, incluidos los privados.
Su último tema discográfico fue Íntimo, lanzado en 2018 y con el que realizó varias giras por el país.
El 4 de abril de 2019 celebró el aniversario 37 de fundación de Quimera, en el Teatro Nacional de la Casa de la Cultura Ecuatoriana, en un concierto denominado No te he olvidado, junto a Patricia y Luis Rameix, miembros de la agrupación, así como artistas que se unieron a la celebración, tales como el guitarrista Raúl Escobar, el pianista Juan Pacheco, el bajista Rolando Herrera y el percusionista Cocho García. También fue parte de la celebración la orquesta de Cámara Preludio, conformada por 20 músicos, así como el Ballet Nacional del Ecuador.

## Muerte
Padeció de una patología crónica, una enfermedad que se llama la gota, la cual le causaba intensos dolores en las articulaciones, por lo que se automedicó constantemente con siete desinflamantes diarios, hasta que se curó de la gota pero por los medicamentos desarrolló una cirrosis que afectó su hígado durante diez años, que con el tiempo desembocó en un cáncer a las vías biliares. Luego de permanecer durante cuarenta días internado en el Hospital Carlos Andrade Marín de Quito, falleció el 30 de agosto de 2019. El grupo Quimera confirmó su fallecimiento en sus redes sociales y el presidente Lenín Moreno expresó su reconocimiento y condolencias. El 31 de agosto, Quimera realizó un homenaje a las 11:00 horas, en la Sala Jorge Icaza de la Casa de la Cultura Ecuatoriana y luego se realizó su velorio.